# Аванесов Варлаам Олександрович
Варлаа́м Олекса́ндрович Аване́сов (справжнє ім'я — Суре́н Ка́рпович Мартиро́сов; нар. 5 квітня 1884 — пом. 16 березня 1930, Москва) — радянський державний діяч.

## Біографічні відомості
Народився 24 березня [5 квітня] 1884 року в Карській області в сім'ї селянина. Навчався у Ставропольській гімназії. У революційному русі з 1901 року. Член РСДРП з 1903 року. Меншовик, від 1914 року — більшовик. Активний учасник революції 1905—1907 років на Північному Кавказі.
У 1907—1913 роках перебував в еміграції в Швейцарії, куди поїхав для лікування туберкульозу. Закінчив медичний факультет Цюріхського університету. Довгий час був секретарем об'єднаної групи РСДРП у Давосі.
Після Лютневої революції 1917 — член більшовицької фракції і член Президії Московської Ради.
У жовтні 1917 року — член Петроградського військово-революційного комітету, очолював відділ преси й інформації. Делегат 2-го Всеросійського з'зду Рад, на якому Аванесова обрали членом Всеросійського Центрального Виконавчого Комітету (ВЦВК).
У 1917—1919 роках — секретар і член Президії ВЦВК. Від 1918 року був комісаром у справах Вірменії при Народному комісаріаті національностей.
Від 1919 року член Президії ВЦВК. Під час наступу білогвардійських військ генерала Денікіна член трійки з оборони Московського району.
Перебував на відповідальних постах у радянських органах:
- 1920—1924 — заступник народного комісара Робітничо-селянської інспекції;
- 1920—1924 — член колегії Всеросійської надзвичайної комісії;
- 1922—1927 — член Центрального Виконавчого Комітету СРСР;
- 1924—1925 — заступник народного комісара зовнішньої торгівлі;
- від 1925 року — член Президії Вищої ради народного господарства СРСР.

Помер в Москві 16 березня 1930 року від туберкульозу. Похований там же на Новодівочому цвинтарі.